# زاپوتین
زاپوتین (به انگلیسی: Zapotin) یک ترکیب شیمیایی با شناسه پاب‌کم ۶۲۹۹۶۵ است.